# Juan Esquer
Juan Esquer Rufilanchas (Madrid, España; 19 de abril de 1968). Es un  empresario español. Fue fundador del banco GBS Finance y asesor financiero de empresarios como Dimas Gimeno y Manuel March.

## Biografía
Nació en Madrid el 19 de abril de 1968. Tiene 2 hermanos: Álvaro y Diego Esquer Rufilanchas, siendo este último, el cónsul honorario de Rumanía en Galicia.
En 1990 obtuvo un Doctorado en Finanzas en la Universidad Autónoma de Madrid y en 1992 un Máster en Administración de Negocios en IE Business School.

## Carrera
En 1993 comienza como corredor financiero en la sede español de Deutsche Bank, pasando en 1997 a ocupar el mismo cargo en Banesto. En 2000 inicia a manejar capitales privados de grandes fortunas en Guggenheim Partners.
En 2003, funda la banca GBS Finance, donde forma parte del tren directivo hasta su salida en 2017.
En 2007, participa en el capital fundacional inicial de la sociedad de valores Auriga, donde vuelve en 2017.
Luego funda Civitatis Pacencis y Unique Coinvestmnets Group, siendo esta última donde se desempeña actualmente. También es socio de la financiera Kapita.

## Controversias
En 2022, estuvo involucrado como asesor en la venta doble de la propiedad de Son Galcerán ubicada en Valdemosa (Mallorca, España) por parte de Manuel March Cencillo (nieto del fundador de Banca March) y Juan José Jara a 2 fondos de inversión distintos. Los 2 propietarios, March y Jara, así como Esquer, fueron demandados por esta situación. En abril de 2024, un juez los declaró culpables de vender 2 veces la misma casa y los condenó a pagar 3 millones de euros al comprador inicial.

## Publicaciones
- Unión Monetaria y Euro: La recta final. Espasa Calpe. 1998. ISBN 84-239-7767-6.